# Gerardo V di Jülich
Gerardo di Jülich, in francese: Gérard de Juliers (inizio del XII secolo – prima del 4 febbraio 1144), fu conte di Jülich dal 1135 fino alla sua morte.

## Origine
Gerardo era figlio del conte di Jülich, Gerardo IV e della moglie di cui non si conoscono né il nome né gli ascendenti.
Gerardo IV di Jülich era figlio del conte di Jülich, Gerardo III e della moglie di cui non si conoscono né il nome né gli ascendenti.

## Biografia
Di Gerardo V si hanno poche notizie.
Suo padre, Gerardo IV (Gerhardus comes de Iuliaco), compare, per l'ultima volta citato, come testimone, in un documento del Urkundenbuch für die Geschichte des Niederrheins, Volume 1, datato al 1132, inerente alla soluzione di una disputa tra due monasteri, operata dal nuovo arcivescovo di Colonia, Brunone II di Berg (Bruno secundus dei gratia sancte coloniensis ecclesie archipresul).
Non si conosce l'anno esatto della morte di Gerardo IV, Gerardo gli succedette come Gerardo V.
Il documento n. 343 del Urkundenbuch für die Geschichte des Niederrheins, Volume 1, datato al 1141, il Conte di Jülich, come testimone, viene citato come Gerardo bambino (Gerardus puer comes de Iuliaco) dal re dei Romani, Corrado III di Svevia.
Gerardo lo si trova citato ancora nel documento n. 349 del Urkundenbuch für die Geschichte des Niederrheins, Volume 1, datato al 1143, in cui il conte di Jülich (Gerhardus comes de Iuliaco) è tra i testimoni di una conferma di proprietà fatta dall'arcivescovo di Colonia, Arnoldo di Randerath (Arnoldus dei gratia coloniensium archiepiscopus), che resse la cattedra dal 1137 al 1151.
Anche l'Imperatore del Sacro Romano Impero, Federico Barbarossa, nel documento n. 376 del Urkundenbuch für die Geschichte des Niederrheins, Volume 1, fece riferimento al conte di Jülich, Gerardo il Giovane (comitis Iuliacensis Gerhardi iunioris).
Di Gerardo V non si conosce la data esatta della morte, ma fu prima del 4 febbraio 1144, e gli succedette il fratellastro Guglielmo, come viene confermato dal documento n. 530 del Urkundenbuch zur Geschichte der mittelrheinischen Territorien, in cui in quella data, Guglielmo risulta Conte di Jülich (comes Wilhelmus de Guliche), testimone per l'arcivescovo di Colonia, Arnoldo di Randerath (Arnoldus dei gratia s. coloniensium ecclesie archiepiscopus).

## Matrimonio e discendenza
Di Gerardo V non si hanno notizie di una eventuale moglie e di lui non si conosce alcun discendente.

### Fonti primarie
- (LA)  Urkundenbuch für die Geschichte des Niederrheins, Volume 1.
- (LA)  Urkundenbuch zur Geschichte der mittelrheinischen Territorien.